# 鼻錐肌
鼻錐肌是人體一塊小小的金字塔形肌肉，深至眶上神經、眶上動脈和眶上靜脈。

## 作用
鼻錐肌收縮時兩條眉毛之間的肌肉被拉下、拉攏，也是用來提起鼻孔的其中一塊肌肉。同時其運用也可被視爲憤怒的一種表現。

## 外部連結
- 解剖學(Anatomy)-肌肉(muscle)-Muscles of Facial Expression(顏面表情肌)（页面存档备份，存于）
- eMedicine Dictionary上的Procerus+muscle

本條目包含來自屬於公共領域版本的《格雷氏解剖學》之內容，而其中有些資訊可能已經過時。